# Enhypen
Enhypen (кореј. 엔하이픈) је јужнокорејска група формирана од стране БиЛифт-а, компаније основане у колаборацији ЦЈ Ентертејмента са Хајб корпорацијом. Формирана је 2020. године кроз ријалити емисију I-Land. Група се састоји од седам чланова: Џангвон, Хисунг, Џеј, Џејк, Сангхун, Сану и Ники. Enhypen је дебитовао 30. новембра 2020. године са албумом Border: Day One.

## Назив групе
Име групе објављено је кроз онлајн приказивање последње епизоде емисије. Група је добила назив по узору на симбол цртице (енг. hyphen) што има нова значења попут повезивања, упознавања и раста. Слично томе како цртица повезује различите речи како би оне добиле ново значење, Enhypen покушава да се повеже, упозна и да створе нову сцену.

## Каријера

### Почетак наI-Land
У марту 2019. године, Билифт је основан од стране јужнокорејских компанија ЦЈ Ентертејмент и Хајб корпорације са планом да осноју нову групу у 2020. години. Аудиције су одржане већ тог месеца у Јужној Кореји, Америци, Јапану и Тајвану у потрази за мушким кандидатима рођеним између 1997 и 2008. године. 8. маја 2020. године Мнет је објавио информацију о настанку новог ријалити програма I-Landa. Enhypen је основан кроз I-Land у којем је учествовало 23 кандитата од којих су неки били они који су прошли аудицију, док су други пребачени из Биг Хит компаније у којој су се већ претходно спремали да постану извођачи. Ријалити се емитовао недељно на Мнету од 26. јуна до 18. септембра 2020. године, а гледаоци су могли да га прате и на јутјуб каналу Мнета. Ријалити је био подељен на два дела: 12 такмичара који су прошли први део пласирали су се у други део такмичења. У последњој епизоди одабрано је 7 такмичара од претходних 9 финалиста. 6 такмичара је одабрано уз помоћ глобалног гласања док је последњег члана бирала продукција. Завршних 7 такмичара: Џангвон, Хисунг, Џеј, Џејк, Сангхун, Сану и Ники, објављени су у последњој епизоди на телевизијском преносу финала. 

### 2020—данас: Деби саBorder: Day Oneи први студијски албум
22. октобра 2020. године објављен је трејлер под називом Choose-Chosen на Enhypen-овом јутјуб каналу објавивши том приликом њихов деби за новембар 2020. године. Други трејлер назван Dusk-Dawn објављен је само три дана касније. 28. октобра БиЛифт објављује информацију да ће Enhypen дебитовати са албумом Border: Day One 30.
новембра. Пре дебита, група је успела да сакупи преко милион пратилаца на друштвеним мрежама попут Твитера, Тик Тока, Јутјуба, Инстаграма и В Лајва. 4. новембра група је сакупила преко 150.000 наручивања албума пре његовог изласка за само 2 дана, док је до 21. новембра та бројка прешла 300.000 албума. Албум Border: Day One и главна песма Given-Taken објављени су 30. новембра 2020. године. 4. децембра 2020. године Enhypen има деби на KBS Music Bank где група изводи песму Given-Taken.
Border: Day One нашао се на 39. месту Ориконове листе албума за 2020. годину и на другом месту Гаунове листе албума, продавши 318.528 копија албума у једном дану и том приликом поставши прва кеј-поп група која је продала толико албума, а која је основана 2020. године. Албум се нашао на првом месту Хантеове листе и том приликом добио рекорд као најбоље продавани албум нове групе. За само 2 недеље постојања група је освојила прву награду као нови предводници на The Fact Music Awards 2020.
У фебруару 2021. године група је добила и платинум признање од стране КМЦА. 25. марта 2021. године БиЛифт објављује информацију о новом албуму групе крајем априла. Трејлер назван Intro: The Invitation објављен је 5. априла,том приликом означивши долазак новог албума Border: Carnival заједно са главном песмом Drunk-Dazed. 27. априла Хантеова листа објавила је да је продато 319.073 копија албума и тако донела Enhypen-у нови рекорд продатих албума у првом дану. 
4. маја група је освојила њихову прву победу на музичкој емисији са песмом Drunk-Dazed. Ово је убрзо праћено победама на Show Champion и 
Music Bank. Њихов други албум Border: Carnival дебитовао је на првом месту Ориконове листе албума, поставши тако њихов први албум на врху јапанске листе са преко 83.000 продатих копија. 25. маја овај албум се нашао и на Билбордовој листи 200 на 18. месту. Такође група се нашла и на 18. месту Билбордове листе 100 извођача. 
6. јула група је имала и јапански деби са албумом Border: Hakanai на којем се нашла и песма Forget Me Not која је служила као уводна песма за аниме Re-Main. Поред ове на албуму су се нашле и јапанске верзије песама Given-Taken и Let Me In (20 cube).
25. августа БиЛифт објављује информацију да ће група избацити нови албум крајем септембра. 16. септембра 2021. године БиЛифт објављује да ће први студијски албум Dimension: Dilemma бити објављен 12. октобра. Након изласка албума објављена је информација да је албум продат у количини од 501.748 копија и да се тако нашао на Хантеовој листи, као и да се нашао на првом месту Ориконове листе албума у Јапану и на Гауновој листи албума у Кореји.
19. октобра група је освојила и своју четврту награду на The Show са песмом Tamed-Dashed. Убрзо следе још две победе на Show Champion и 
Music Bank. 25. октобра албум Dimension: Dilemma нашао се на 11. месту Билбордове листе 200 прешавши тако њихов претходни рекорд који су добили са албумом Border: Carnival. 
9. децембра БиЛифт објављује информацију да ће група избацити корекцију првог студијског албума под називом Dimension: Answer.

## Чланови
- Џангвон - вођа
- Хисунг
- Џеј
- Џејк
- Сангхун
- Сану
- Ники